# التصريع
وهو اتّفاق قافية الشّطرالأوّل مع قافية الشّطر الثّاني من البيت الأوّل من القصيدة الشّعريّة، وقد يصرّع الشاعر في غير البيت الأوّل ،إذْ يكون التّصريع باتّباع عروض البيت لضربه زيادةً ونقصانًا، مع توافق وتطابق الحرفين الأخيرين منهما، كقول امرئ القيس في الزيادة:
قِفا نَبكِ مِن ذِكرى حَبيبٍ وَعِرفانِ وَرَسمٍ عَفَت آياتُهُ مُنذُ أَزمانِ
بِأَبي وَروحي الناعِماتِ الغِيدا **الباسِماتِ عَنِ اليَتيمِ نَضِيدَا
هذا البيت لأحمد شوقي في البحر الكامل، وفيه تختلف النهايتان في الوزن، فالأولى جاءت: مُتْفَاعِلْ، والثانية على وزن: مُتَفَاعِلْ.